# 4 marzo 1943
Chanson de Lucio Dalla au Festival de Sanremo
Bisogna saper perdere (jumelée aux Rokes) 
(1967 (it)) Piazza Grande
(1972)
Chanson de l'Equipe 84 au Festival de Sanremo
Un gioco tu mi cercherai (jumelée aux Renegades (it)) 
(1966)
Singles par Lucio Dalla
Sylvie
(1970) La casa in riva al mare
(1971)
Singles par l'Equipe 84
Il sapone, la pistola, la chitarra e altre meraviglie
(1970) Casa mia
(1971)
Chansons finalistes au Festival de Sanremo 1971 (it)
Che sarà
(Ricchi e Poveri et José Feliciano)
2e (316 points)  Com'è dolce la sera (Donatello et Marisa Sannia)
4e (134 points) 
4 marzo 1943 (« 4 mars 1943 ») est une chanson italienne de Lucio Dalla composée par ce dernier sur un poème de Paola Pallottino (it) en 1971. La version de Equipe 84, est classée no 1 au hit-parade italien en 1971. 

## La chanson

### Histoire
La chanson est présentée à la vingt-et-unième édition du Festival de Sanremo (1971) par Lucio Dalla dans une double performance avec Equipe 84, sous le titre 4/3/1943 et lui vaut la troisième place au classement général.
La chanson subit la censure avant le concours, car le titre initial Gesù bambino (l'Enfant-Jésus), fut considéré irrespectueux, au regard de l'histoire racontée (une mère célibataire et un fils d'un soldat américain inconnu). 
Le titre a donc été changé, prenant la date de naissance de Dalla, bien que n'étant pas une chanson autobiographique. 
La chanson a remporté un succès notable.

### Reprises
La chanson a été reprise par, :	
- Lara Saint Paul
- Francesco De Gregori
- Tomislav Ivčić (it)
- Sbronzi di Riace (it)
- Ron
- Piergiorgio Farina (instrumental)
- Andrea Bocelli et Gianni Morandi

### Adaptations

#### En français
Singles de Dalida
Comment faire pour oublier
(1971) Avec le temps
(1971)
Pistes de Une vie...
Mamy Blue
(A5) Avec le temps
(B1)
La version en français Jésus bambino, signée par l'auteur Pierre Delanoë, est interprétée par Dalida, puis par Charles Aznavour. 

#### En portugais
Singles de Chico Buarque de Hollanda
Samba e amore
(1971) Noite dos mascarados (avec Odete Lara (it) et les MPB4) 
(1971)
Pistes de Construção
Valsinha
(B4) Acalanto
(B6)
La version en portugais Minha história, signée par Chico Buarque de Hollanda, est interprétée par le même auteur puis par Maria Bethânia.

## Liste des titres

### Version deLucio Dalla
| A. | 4 marzo 1943 (Sanremo 1971 (it)) | - Paola Pallottino (it) - Lucio Dalla | 3:43 |
| B. | Il fiume e la città              | - Sergio Bardotti - Lucio Dalla       | 3:48 |

### Version deEquipe 84
| A. | 4 marzo 1943 (Sanremo 1971) | - Paola Pallottino - Lucio Dalla | 3:43 |
| B. | Padre e figlio              | Maurizio Vandelli (it)           | 5:53 |

### Version deDalida
| A. | Jésus bambino | - Pierre Delanoë - Lucio Dalla   | 3:10 |
| B. | Tout au plus  | - Michaële - Piero Pintucci (it) | 3:58 |

### Version deChico Buarque de Hollanda
| A. | Minha história (Gesubambino) | - Chico Buarque de Hollanda - Lucio Dalla        | 3:01 |
| B. | Valsinha                     | - Chico Buarque de Hollanda - Vinícius de Moraes | 2:01 |